# Boris Vukčević
Boris Vukčević (Osijek, 16 marzo 1990) è un ex calciatore croato naturalizzato tedesco, di ruolo centrocampista.

## Biografia
Il 28 settembre 2012 è rimasto coinvolto in un incidente stradale, dal quale è uscito gravemente ferito entrando in coma farmacologico dopo esser stato sottoposto ad intervento chirurgico. La sua auto è andata frontalmente contro un camion, lungo la strada tra Hoffenheim e Heidelberg, distruggendosi completamente.
Il 16 novembre dello stesso anno esce dal coma.
L'Hoffenheim decide così di tenerlo sotto contratto fino alla scadenza di esso, cioè il primo luglio 2014. Data che ha sancito prematuramente il ritiro dall'attività agonistica da parte del giocatore tedesco all'età di 24 anni. L'Hoffenheim gli ha comunque fornito il proprio supporto per aiutarlo a tornare a condurre una vita normale in più la promessa di un nuovo contratto nel caso fosse stato in grado di tornare a giocare ad alti livelli.